# Opsaridium
Opsaridium Peters, 1854 è un genere di pesci appartenenti alla famiglia Cyprinidae.

## Distribuzione ed habitat
Africa tropicale; diverse specie sono comuni in Sudafrica.

## Descrizione
Sono specie piuttosto somiglianti ai pesci del genere Raiamas; la loro colorazione è variabile ma sempre composta da fasce verticali. La specie di dimensioni maggiori è Opsaridium microlepis, che raggiunge i 47 cm. I maschi si distinguono dalle femmine per la presenza dei tubercoli e per la forma della pinna anale.

## Alimentazione
Sono pesci predatori.

## Tassonomia
Comprende 12 specie:
- Opsaridium boweni
- Opsaridium engrauloides
- Opsaridium leleupi
- Opsaridium loveridgii
- Opsaridium maculicauda
- Opsaridium microcephalum
- Opsaridium microlepis
- Opsaridium peringueyi
- Opsaridium splendens
- Opsaridium tweddleorum
- Opsaridium ubangiense
- Opsaridium zambezense